# Journée mondiale de la propriété intellectuelle
La Journée mondiale de la propriété intellectuelle est célébrée chaque année le 26 avril. Cet événement a été créé par l’Organisation mondiale de la propriété intellectuelle (OMPI) en 2000 afin de « sensibiliser davantage le public à la façon dont les brevets, le droit d’auteur, les marques et les dessins et modèles industriels influent sur notre vie quotidienne » et de « célébrer la créativité, ainsi que la contribution des créateurs et des innovateurs au développement de sociétés dans le monde entier ». La date du 26 avril a été choisie pour célébrer la Journée mondiale de la propriété intellectuelle car elle coïncide avec le jour de l’entrée en vigueur de la Convention instituant l’Organisation mondiale de la propriété intellectuelle en 1970. La Journée mondiale de la propriété intellectuelle est la plus grande campagne de sensibilisation à la propriété intellectuelle organisée par l’OMPI à l’intention du grand public.

## Historique

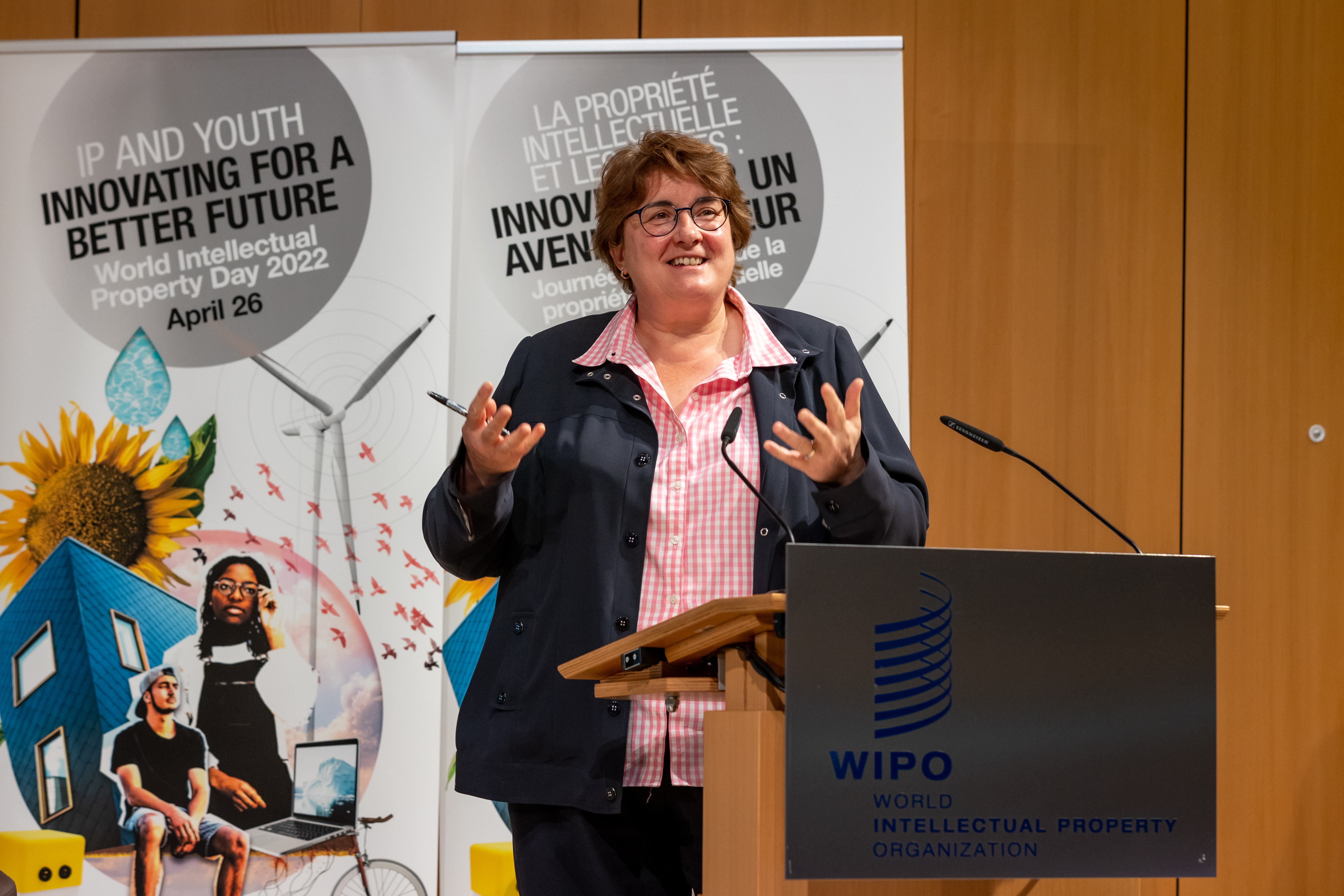
Catherine Jewell, administratrice principale à l’information, Division de l’information et de la communication numérique de l’OMPI, annonce les lauréats du concours vidéo pour les jeunes organisé à l’occasion de la Journée mondiale de la propriété intellectuelle 2022.

Dans une déclaration faite à la 33e série de réunions des assemblées des États membres de l’OMPI tenue en septembre 1988, le directeur général de l’Institut national algérien de la propriété industrielle (INAPI) a « suggéré que soit instituée une journée internationale de la propriété intellectuelle ». Dans une lettre adressée le 7 avril 1999 au directeur général de l’OMPI, Amor Bouhnik, directeur général de l’INAPI, indiquait que l’objectif de cette démarche serait « de créer un cadre de mobilisation et de sensibilisation plus large, d’ouvrir l’accès au volet promotionnel de l’innovation et de reconnaître les résultats des promoteurs de la propriété intellectuelle à travers le monde ».
Dans une lettre de Mme Jiang Ying, directrice de l’Office de la propriété intellectuelle de la république populaire de Chine, datée du 9 août 1999, la délégation chinoise a proposé « que l’OMPI adopte le 26 avril, date où l’on commémorera[it] le 30e anniversaire de sa fondation, comme “Journée mondiale de la propriété intellectuelle”, à célébrer ensuite chaque année ». L’objectif de cette démarche était « de poursuivre l’action de sensibilisation à la protection de la propriété intellectuelle, d’étendre l’influence de celle-ci à travers le monde, d’inciter les pays à faire largement connaître les lois et règlements existant en la matière, de mieux faire comprendre au public l’aspect juridique des droits de propriété intellectuelle, d’encourager l’invention et l’innovation dans différents pays et de renforcer les échanges internationaux dans le domaine de la propriété intellectuelle »,
À sa 26e session, tenue en octobre 1999, l’Assemblée générale de l’OMPI a approuvé l’idée d’instituer à une date fixe une Journée mondiale de la propriété intellectuelle.
De plus en plus d’États membres de l’OMPI participent à la Journée mondiale de la propriété intellectuelle depuis sa création en 2000. Lors de sa première édition, les États membres de 59 pays ont fait état d’événements officiels organisés à cette occasion. Cinq ans plus tard, en 2005, ils étaient 110 pays à le faire et, en 2022, cet événement attirait des utilisateurs de 189 États membres.   

## Événements organisés à l’occasion de la Journée mondiale de la propriété intellectuelle dans le monde

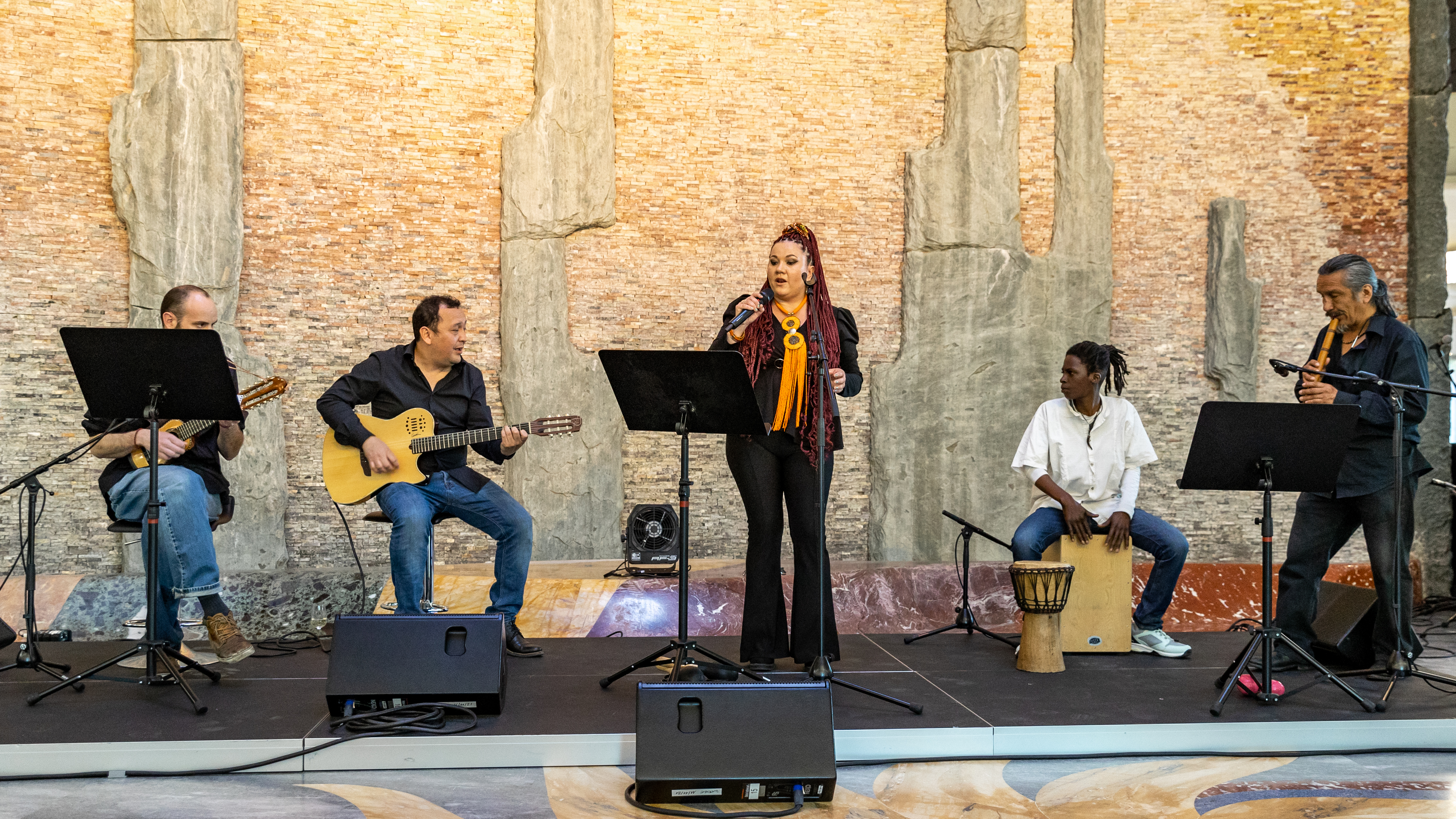
Kathyta Fuentes et son groupe lors d’une performance musicale organisée dans le cadre de la Journée mondiale de la propriété intellectuelle 2022 au siège de l’OMPI en Suisse.

Chaque année, des centaines d’événements sont organisés à travers le monde par des offices de propriété intellectuelle, des cabinets d’avocats, des entreprises, des étudiants, entre autres, afin de mettre les inventeurs et les créateurs à l’honneur et de faire mieux connaître le système de la propriété intellectuelle et des droits connexes (droit d’auteur, marque, brevet, droit de dessin ou modèle, secret d’affaires, droit d’obtenteur).
Les événements organisés à l’occasion de la Journée mondiale de la propriété intellectuelle sont l’occasion de se pencher sur différents volets du système de propriété intellectuelle et la manière dont les innovateurs, les créateurs et les entreprises peuvent l’utiliser pour valoriser leur ingéniosité et leur créativité. Ils permettent également de mettre en lumière le rôle que joue le système de la propriété intellectuelle en faveur du développement économique, social et culturel, dans l’intérêt de tous, partout dans le monde. Ce système vise avant tout à trouver un équilibre entre les intérêts des inventeurs et des créateurs et ceux du grand public, par l’octroi de droits limités dans le temps qui remplissent des conditions préétablies, définies dans les traités internationaux négociés par les États membres de l’OMPI.
Au cours de la période de validité des droits (qui varie selon le droit concerné), leur titulaire détient des droits exclusifs, ce qui signifie qu’il peut permettre ou interdire à un tiers d’exploiter son travail et en définir les modalités d’utilisation. Par la suite, l’œuvre protégée par la propriété intellectuelle tombe dans le domaine public et quiconque peut l’utiliser sans avoir à demander au préalable l’autorisation du titulaire des droits. La mission de l’OMPI consiste à promouvoir l’élaboration d’un système de propriété intellectuelle équilibré. Les lois régissant la propriété intellectuelle sur le plan international sont incorporées dans divers traités internationaux administrés par l’OMPI. Ces traités ont été négociés par les États membres depuis les débuts du système international de propriété intellectuelle en 1883, à la suite de la conclusion de la Convention de Paris pour la protection de la propriété industrielle. La Convention de Paris et la Convention de Berne pour la protection des œuvres littéraires et artistiques, conclue en 1886, constituent les piliers du système international de propriété intellectuelle ainsi que des Bureaux internationaux réunis pour la protection de la propriété intellectuelle (BIRPI), l’organisation qui a précédé l’OMPI avant l’entrée en vigueur de la Convention instituant l’OMPI en 1970.
Si la Journée mondiale de la propriété intellectuelle est célébrée chaque année le 26 avril, de nombreux pays le font à une autre date. Dans certains pays, comme au Pérou et à Singapour, la Journée mondiale de la propriété intellectuelle est célébrée pendant une semaine et, dans d’autres comme l’Algérie, pendant un mois. L’OMPI définit un thème et produit toute une série de supports promotionnels autour de ce thème, mais chaque pays peut mettre au point sa propre campagne nationale en fonction des besoins locaux.
Dans le cadre de la Journée mondiale de la propriété intellectuelle 2022, près de 600 événements ont été organisés dans le monde sur des questions d’actualité liées au thème de la campagne “La propriété intellectuelle et les jeunes : innover pour un avenir meilleur”, allant de la protection des bandes dessinées au Pérou à la propriété intellectuelle et la chaîne de blocs. Cette journée est également l’occasion pour les décideurs de soutenir la Journée mondiale de la propriété intellectuelle et de souligner l’importance que revêt la propriété intellectuelle pour le développement économique régionalet et national.
Lors de cette édition, une table ronde a été organisée sur le thème « Innover pour une meilleure santé : soutenir les jeunes innovateurs par la propriété intellectuelle » en collaboration avec la Fédération internationale de l’industrie du médicament (IFPMA) et avec le concours du Geneva Health Forum et de SpeakUpAfrica. Cet événement a réuni de jeunes innovateurs et entrepreneurs et des mentors du Cameroun, de Colombie, du Népal, d’Ouganda et des Philippines, ainsi que divers experts internationaux. À l’issue de cet événement, les artistes suivants se sont produits :
- Anaïs : chanteuse acoustique, multi-instrumentiste au son indie folk et aux influences jazz.

- Kathyta Fuentes : chanteuse chilienne et fondatrice du groupe SUYAI, dont le répertoire s’inspire du folklore latino-américain.
- LUVANGA : artiste amapiano qui mélange hip-hop, afrobeat, house et mélodies pop pour explorer le futur musical de la diaspora africaine.
- Stogie-T (en) : pionnier du hip-hop sud-africain né en Tanzanie qui, à travers ses paroles sans compromis, continue de tenir un langage de vérité aux puissants.

L’édition 2022 a également été marquée par le premier concours vidéo pour les jeunes organisé à l’occasion de la Journée mondiale de la propriété intellectuelle.
Dans son rapport aux assemblées de l’OMPI tenues en juillet 2022, le Directeur général de l’Organisation, Daren Tang, a déclaré : « Je suis également heureux de vous annoncer que la Journée mondiale de la propriété intellectuelle a enregistré cette année une participation record au niveau mondial. Le thème était "La propriété intellectuelle et les jeunes : innover pour un avenir meilleur". Nous avons enregistré plus de 15 millions d’impressions sur nos plateformes numériques et près de 600 manifestations ont été organisées à cette occasion dans 189 États membres, soit le taux de participation le plus élevé jamais enregistré »

## Thématiques

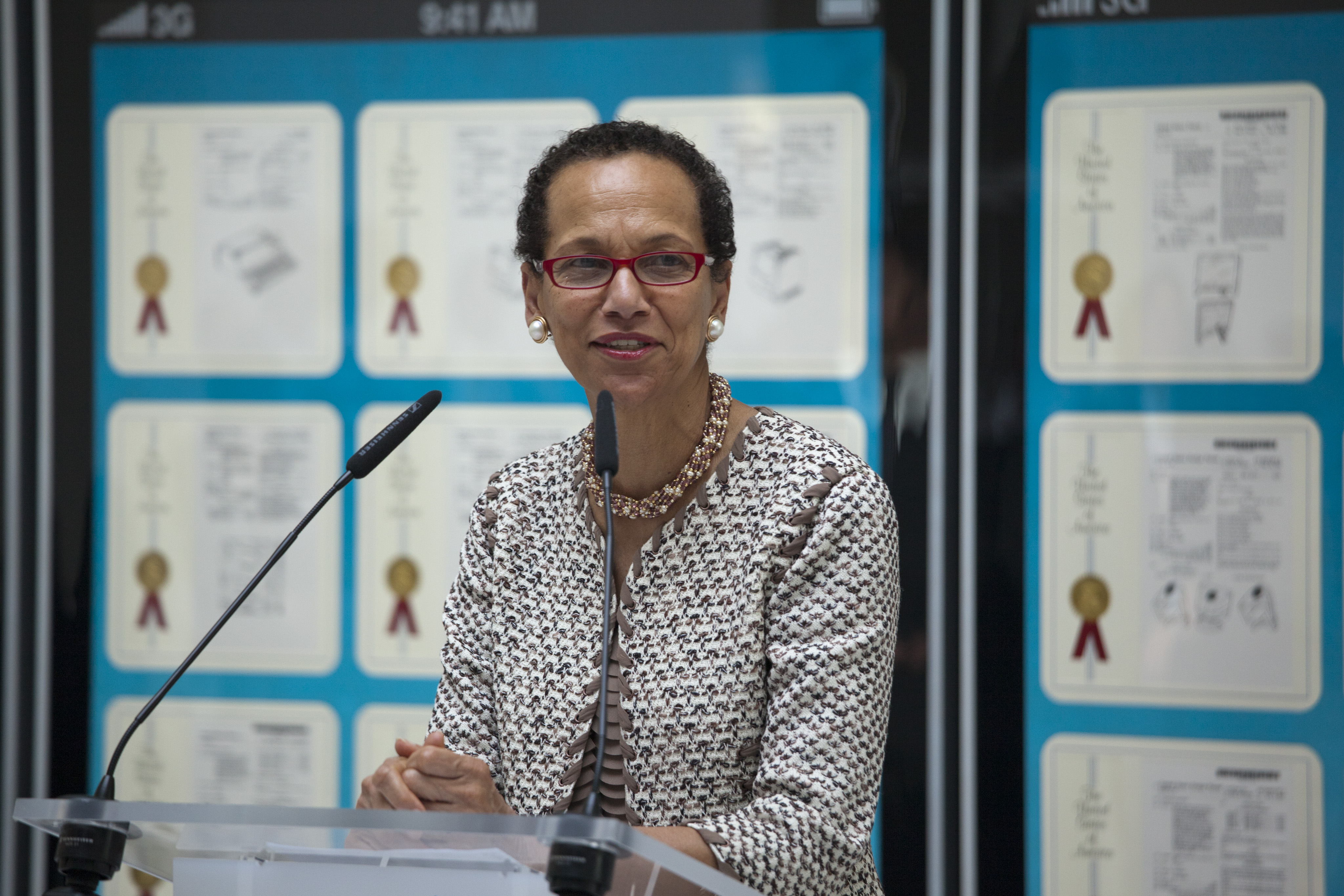
Exposition présentant la propriété intellectuelle qui sous-tend les innovations de Steve Jobs ouverte au public à l’OMPI du 30 mars 2012 au 26 avril 2012, date de la Journée mondiale de la propriété intellectuelle. L’exposition était liée au thème de la Journée mondiale de la propriété intellectuelle de 2012 : “Innovateurs visionnaires”.

Chaque année, un message ou un thème est associé à l'événement: 
- 2025 - La propriété intellectuelle et la musique : au rythme de la propriété intellectuelle[19]
- 2024 - Propriété intellectuelle et objectifs de développement durable : construire notre avenir commun grâce à l’innovation et à la créativité[20]
- 2023 - Les femmes et la propriété intellectuelle: accélérer le rythme de l’innovation et de la créativité[21]
- 2022 - La propriété intellectuelle et les jeunes, innoveur pour un avenir meilleur[22].
- 2021 - Propriété intellectuelle et PME: commercialisez vos idées[23]
- 2020 - Innover pour un avenir vert[24]
- 2019 - Atteindre l'or: propriété intellectuelle et sports[25]
- 2018 - Stimuler le changement: les femmes dans l'innovation et la créativité[26]
- 2017 - Innovation - Améliorer la vie[27]
- 2016 - Créativité numérique: la culture repensée.[28]
- 2015 - Lève-toi, lève-toi. Pour la musique.[29]
- 2014 - Cinéma - une passion mondiale[30]
- 2013 - Créativité - La prochaine génération[31]
- 2012 - Innovateurs visionnaires[31]
- 2011 - Concevoir l'avenir[31]
- 2010 - Innovation - Relier le monde[31]
- 2009 - Innovation verte[31]
- 2008 - Célébrer l'innovation et promouvoir le respect de la propriété intellectuelle[31]
- 2007 - Encourager la créativité [31]
- 2006 - Ça commence par une idée [31]
- 2005 - Penser, imaginer, créer[31]
- 2004 - Encourager la créativité[31]
- 2003 - Faites de la propriété intellectuelle votre entreprise [31]
- 2002 - Encourager la créativité [31]
- 2001 - Créer l'avenir aujourd'hui[31]

## Critiques
Cet événement a été critiqué par un certain nombre d'activistes et d'universitaires comme une propagande unilatérale en faveur du droit d'auteur traditionnel, ignorant les alternatives liées au copyleft et au mouvement de la culture libre.
C'est à la suite d'une déclaration faite à l'Assemblée des États membres de l'Organisation mondiale de la propriété intellectuelle (OMPI) en septembre 1998 que le directeur général de l'Institut national algérien de la propriété industrielle (INAPI) a proposé le 7 avril 1999 l'institutionnalisation d'une journée internationale de la propriété intellectuelle, dans le but de 
« [mettre en place] un cadre pour une mobilisation et une sensibilisation plus larges, [d'ouvrir] l'accès à l'aspect promotionnel de l'innovation et [reconnaître] les réalisations des promoteurs de la propriété intellectuelle à travers le monde »
Le 9 août 1999, la délégation chinoise auprès de l'OMPI a proposé l'adoption de la « Journée mondiale de la propriété intellectuelle » 
« afin de promouvoir davantage la sensibilisation à la protection de la propriété intellectuelle, d'étendre l'influence de la protection de la propriété intellectuelle à travers le monde, d'exhorter les pays à faire connaître et à vulgariser les lois et réglementations relatives à la protection de la propriété intellectuelle, à accroître la sensibilisation juridique du public aux droits de propriété intellectuelle, à encourager l'invention - activités d'innovation dans divers pays et renforcer les échanges internationaux dans le domaine de la propriété intellectuelle »
En octobre 1999, l'Assemblée générale de l'Organisation mondiale de la propriété intellectuelle (OMPI) a approuvé l'idée de déclarer une journée particulier Journée mondiale de la propriété intellectuelle.
Mike Masnick de Techdirt a écrit que la Journée mondiale de la propriété intellectuelle vise à « promouvoir un protectionnisme et un mercantilisme toujours plus grands en faveur des titulaires de droits d'auteur et des titulaires de brevets, tout en ignorant tout impact sur le public de ces choses. C'est une déformation assez dégoûtante de l'intention revendiquée de propriété intellectuelle ». Zak Rogoff du Defective by Design a noté que cet événement est un « événement mondial mais décidément pas populaire ». Cet événement a également été critiqué par les militants d'organisations de la société civile telles qu'IP Justice et l'Electronic Information for Libraries, qui le considèrent comme une propagande unilatérale, car le matériel de marketing associé à l'événement, fourni par l'OMPI, "ne représente pas d'autres visions et d'autres événements". Michael Geist, professeur de droit à l'Université d'Ottawa, a souligné que « la Journée mondiale de la propriété intellectuelle est devenue à peine plus qu'une journée de lobbyiste ». Cushla Kapitzk, de l'université de technologie du Queensland, a écrit que la plupart des déclarations de l'OMPI concernant la promotion de la Journée mondiale de la propriété intellectuelle sont « soit exagérées soit sans fondement » ; notant que, par exemple, l'une des affirmations de l'OMPI utilisée pour promouvoir cet événement, à savoir que « le droit d'auteur nous aide à faire entrer la musique à nos oreilles et l'art, les films et la littérature » est « au mieux ténue, et l'association lexicale du droit d'auteur avec des choses reconnues comme ayant la valeur sociale et culturelle («art», «film» et «littérature») a pour fonction de légitimer sa formulation et son application généralisée ».
Il existe un certain nombre d'observations soutenues par la base en opposition aux lois sur la propriété intellectuelle en vigueur célébrées par la Journée mondiale de la propriété intellectuelle, dont aucune n'est soutenue par l'OMPI : 
- Journée de la liberté culturelle
- Journée de la liberté des documents
- Journée de la liberté matérielle
- Journée internationale contre les DRM
- Journée du domaine public
- Journée de la liberté des logiciels